# 나카모리 아키나
나카모리 아키나(일본어: 中森 明菜, 1965년 7월 13일 ~ )는 일본의 가수, 배우이다. 현재 소속되어 있는 연예 기획사는 FAITH, 레코드 레이블은 유니버설 뮤직 재팬 산하의 사설 레이블인 가희 레코즈(歌姫レコーズ)이다.
도쿄도 오타구에서 태어났으나 곧 기요세시로 이사를 간 후 줄곧 그곳에서 자랐다. 1981년 오디션 프로그램 "스타 탄생!"에서 우승하여 이듬해 싱글 '슬로우 모션'(スローモーション)으로 데뷔한 이래 오리콘 차트에서 15 싱글곡 연속 1위를 달성한 1980년대에 가장 유명했던 일본 여성 가수 중 하나이다. 데뷔한 후 청순한 분위기의 발라드곡과 '소녀A'(少女A)같은 어두운 분위기의 노래를 번갈아 부르는 것이 당시 은퇴한지 얼마 안되었던 야마구치 모모에를 닮았다고 하여 데뷔 초기에는 줄곧 “제2의 야마구치 모모에"로 불렸다.
자신이 직접 노래의 기획과 안무 등에 적극적으로 참여하여 노래만 하는 가수가 아닌 아티스트로서의 입지를 다져 1980년대 일본의 유행을 선도하였으며 특유의 깊고 낮은 음색과 파워풀한 보이스, 풍부한 감정처리 등으로도 잘 알려져있다. 1983년, '세컨드 러브', '1/2의 신화'등의 히트로 데뷔한지 만 1년만에 가수별 레코드 총매상 1위를 차지하였다.
1984년, 자신의 10번째 싱글인 '장식이 아니야, 눈물은'(飾りじゃないのよ涙は)을 기점으로 기존 아이돌들과의 음악성 차별화를 꾀하였다. 더불어 1985년에 '미 아모레'(ミ・アモーレ / Meu amor e…)로, 이듬해인 1986년에는 'DESIRE -정열-'(DESIRE -情熱-)로 일본 레코드 대상에서 2년 연속 대상을 차지하고 1985년에서 1987년에 걸쳐 3년 연속 가수별 레코드 총매상 1위를 다시 기록하는 등 초기의 아이돌 이미지에서 인기와 가창력을 겸비한 실력파 가수로 거듭났으며 여성 가수에게 붙이는 최고의 칭호인 “가희”로 불리기도 하였다. 1989년 전 연인이었던 콘도 마사히코와의 치정관계로 그의 집에서 자살미수를 시도한 후 약 1년간 활동정지를 하였으나 이듬해 'Dear Friend'로 복귀하였다. 1994년에는 선배 가수들의 곡을 자신만의 색깔로 커버한 "가희"(歌姬)를 출시하였고 매년 콘서트 투어를 열어 음악 활동을 이어나갔다. 또한 1992년 후지 테레비에서 방영한 드라마 "솔직한 그대로"(素顔のままで)에서 주연을 맡은 것을 시작으로, 여러 드라마에도 주연 또는 비중 있는 조연으로 출연하고 연예오락 프로그램에도 자주 나오는 등 왕성한 활동을 하였으나 2010년 10월, 자신의 연말 디너쇼를 취소하고 건강 악화로 무기한 활동정지를 발표하며 음악 활동을 중단하였다.
2014년 7월, 'SWEET RAIN'으로 3년 9개월만에 신곡을 출시하였고, 또한 2015년 1월, 4년 6개월만의 정식 싱글인 'Rojo -Tierra-'의 발매와 함께 가요계에 복귀하였다.

## 생애

### 데뷔 이전: 1965년 ~ 1981년
1965년 7월 13일, 도쿄도 오타구에서 나카모리 아키오(中森明男)와 나카모리 치에코(中森千惠子)의 셋째 딸로 태어났다. 위로는 두 명의 언니와 두 명의 오빠, 그리고 연년생의 여동생이 있었다. 그녀의 이름 아키나(明菜)를 비롯한 그녀의 형제들의 이름은 모두 아버지의 이름인 아키오(明男)를 따라 지은 것이다. 아버지는 정육점을 운영하였으나 가정 형편이 좋지 않아 따로 살아야 했다. 6살 때 소학교에 처음 입학했을 때에는 학교 수필에 장래희망으로 가수를 적었으며 노래를 부르는 것에 큰 관심을 기울였다. 주로 일본 음악에서는 마츠토야 유미, 야자와 에이키치 등을, 서양 음악으로는 카펜터스를 주로 들었으나 언니들과 오빠들의 영향으로 디스코나 소울 음악도 즐겨 들었다. 또한 어머니가 연예계를 동경했기 때문에 본인 스스로도 어머니에게 많은 영향을 받으며 가수로서의 꿈을 키웠다고 밝혔다.
13살이었던 1978년에 니혼 테레비에서 방영하던 예능신인 발굴 프로그램 "스타 탄생!"(スター誕生!)에 출연하여 이와사키 히로미의 '여름에 안기어'(夏に抱れて)를 불렀으나 "나이에 비해 음색이 너무 어른스럽다"는 이유로 본선에서 탈락하였다. 2년 후인 1980년에는 훗날 자신의 가장 큰 라이벌이 되는 신인가수 마츠다 세이코의 '푸른 산호초'(青い珊瑚礁)를 부를 때는 심사위원이 노래는 잘 부르는데 얼굴이 아이 같아서 차라리 동요를 부르는게 낫다며 혹평을 했는데, 이에 나카모리는 이 프로그램에서 동요는 부를 수 없지 않냐고 반문하였으나 다시 한 번 본선에서 떨어졌다. 그러나 이듬해인 1981년 7월 11일, 야마구치 모모에의 '몽선안내인'(夢先案内人)으로 세 번째 도전 끝에, 프로그램 방송사상 최고 점수인 392점을 얻으며 우승하게 된다. 제작 스태프 중에서는 이미 본선에서 두 번이나 떨어진 나카모리의 재출전에 난색을 표하는 사람도 있었다. 그러나 나카모리는 1,2차에서의 굴욕을 말끔히 씻어내었고, 우승 후 1개월 동안 니혼 테레비 음악학원에서 간단한 보컬트레이닝과 댄스 수업을 받았다. 뒤이어 같은 해 11월 29일, 연말 결승전에 해당하는 결전대회 사전심사를 거치고, 12월 6일에 방송된 결전대회 방송에서 역시 야마구치 모모에의 '몽선안내인'을 불렀다. 이후 11개의 연예기획사와 레코드 레이블 사무소가 플랜카드를 올려 나카모리를 스카우트하겠다는 의사를 밝혔고, 더불어 대회에서도 가장 높은 점수를 기록하여 결전대회 최우수상까지 수상하였다. 이후 나카모리 아키나는 연예기획사는 켄온과, 레코드 레이블은 워너 파이오니어와 계약을 맺었다. 계약을 체결한 이후에는 주로 보컬 트레이너의 전담 하에 발성 연습과 가창력 향상에 집중적인 훈련을 받았다. 나카모리는 본래 덧니가 있었으나 데뷔 전 소속사인 켄온이 아이돌다우려면 덧니부터 고르게 해야한다 하여 이를 교정하기도 했다.

### 데뷔 이후와 아이돌 노선: 1982년 ~ 1984년
데뷔 직전 소속사인 켄온에선 본명 대신 모리 아스나(森アスナ) 또는 나카모리 아스나(中森アスナ)라는 예명을 지어 데뷔시키려 하였으나, 나카모리 아키나는 단호히 거절하고 본명으로 데뷔할 것을 고집하였다. 이후 미국 로스앤젤레스의 워너 뮤직 녹음실에서 첫 싱글과 첫 앨범에 들어갈 곡들을 녹음하고 1982년 2월 23일에는 테레비 도쿄의 "얀얀 노래 스튜디오"에서 마련한 신인특집에 나와 데뷔곡을 잠깐 선보였다. 이후 1982년 5월 1일 '슬로우 모션'으로 정식 데뷔하게 된다. 이 때 그녀는 도시마엔에서 데뷔 이벤트를 열었고, 그 사회를 "스타 탄생!"의 방송사 니혼 테레비의 아나운서 토쿠미츠 카즈오가 진행했다. '슬로우 모션'은 소녀의 순정을 표현한 곡으로서 발매 초기에는 다른 아이돌들이 부르는 노래의 곡조와 그리 다를게 없던데다가, 나카모리가 당시 아이돌 중 가장 늦게 데뷔하였기 때문에 경쟁에서 밀려 부진한 성적을 거뒀다. 그러나 이후 나카모리가 본격적으로 유명세를 타면서 오리콘 차트에 39주 동안 순위권을 유지하였다. 당시 여자 아이돌들은 데뷔 직후 캐치프레이즈도 같이 소개하였는데 나카모리는 여러 프로그램에서 자신의 캐치프레이즈를 “조금 엣치한 밀키 소녀”(ちょっとエッチな美新人娘)라고 하였다. 본인은 이 캐치프레이즈를 소개하는 것을 매우 싫어하였으나 소속사에서 정해준 방침에 따라야 했기 때문에 신인으로서 어쩔 수 없이 소개해야했다고 털어놓았다. 또한 이 캐치프레이즈를 소개할 때, 여러 사람들이 본인이 야하냐는 질문을 자주 받거나 이상한 시선으로 자신을 쳐다보는 것이 고통스러웠다고 밝히기도 했다. 당시 소속사인 켄온에선 “엣치”(エッチ)란 뜻이 음란하다는 의미가 아닌, 곧 어른으로 발돋움할 성숙한 이미지를 만들기 위해서 이러한 캐치프레이즈를 붙였다고 설명했다. 이 때 그녀와 데뷔한 아이돌 동기로는 대표적으로 나카모리와 가장 절친한 친구인 고이즈미 교코가 있고 이밖에도 호리 치에미, 하야미 유, 이시카와 히데미, 그리고 남자 아이돌 그룹 시부가키대 등이 있다.
이들이 모두 1982년에 데뷔를 했기 때문에 이들을 일컬어 이른바 “꽃의 82년조”(花の82年組) 또는 “꽃의 57년조”(花の57年組)라고 불렀다. 데뷔와 함께 음악활동 매진을 위해 당시 다니고 있던 메이지대학 부속 나카노 고등학교에 휴학계를 제출, 곧 중퇴하였다.
같은 해 7월 1일에는 자신의 첫 정규 앨범인 "프롤로그 '서막'"(プロローグ〈序幕〉)을 발매하였다. 이어서 7월 28일, 나카모리 아키나는 두 번째 싱글인 '소녀A'(少女A)를 발표하였다. 당시 마츠다 세이코를 위시로 한 대부분의 여자 아이돌들이 지고지순하고 청순한 이미지의 노래를 부르던 것과 달리, '소녀A'는 과격하고 어른스러운 가사로 기존 아이돌들과의 이미지 차별화를 꾀하였다. 이 곡과 함께 그녀는 여러 공중파 방송국의 심야 음악 프로그램인 "더 베스트텐"(ザ・ベストテン, 도쿄방송)이나 "밤의 히트 스튜디오"(夜のヒットスタジオ, 후지 테레비) 등에 처음 출연할 수 있게 되었다. 그러나 일본방송협회에서는 가사가 선정적이라는 이유로 그녀의 음악방송 프로그램 출연과 곡의 방송을 불허한 적도 있었다. 전작인 '슬로우 모션'의 부진을 거울삼아 소속사인 켄온과 레이블인 워너 파이오니어에서는 적극적으로 마케팅 전략을 세웠고, 곡의 히트와 함께 나카모리는 이때부터 인기의 상승곡선을 타기 시작하였다. 또한 오리콘 주간 싱글 차트에서 처음으로 톱5에 진입, 40만장의 판매고를 올리며 그 해 여러 가요제에서 신인상을 수상하였다. 동년 10월, 두 번째 정규 음반인 "베리에이션 '변주곡'"을 발매하고 한 달 후인 11월 10일에 나온'세컨드 러브'(セカンド・ラブ)는 '슬로우 모션'을 이은 청순한 분위기의 발라드 곡으로서 나카모리에게 오리콘 주간 싱글차트 첫 1위의 영광을 안겨주었으며 77만 장의 판매고를 기록하며 톱스타로서의 입지를 다졌다. 이듬해인 1983년 2월에는 자신의 첫 전국 콘서트 투어를 개최함과 동시에 네 번째 싱글 '1/2의 신화'(1/2の神話)를 발매했다. 3월과 8월에는 세 번째, 네 번째 정규 음반인 "판타지 '환상곡'", "NEW AKINA 에트랑제"를 출시했는데, "NEW AKINA 에트랑제"로 처음 1983년도 일본 레코드 대상 시상식에 출전하여 그 해의 베스트 앨범 톱10 상을 수상하였다. 또한 1983년도 브로마이드 총매상에서도 여자 가수 중에서는 그녀가 가장 많은 판매고를 기록하기도 했다.
나카모리 아키나의 초기 디스코그래피는 청순하고 가련한 여자를 그리는 발라드와 과격한 가사와 터프한 안무 등이 섞인 불량청소년, 즉 츳바리(つっぱり) 콘셉트 두 가지로 이루어져있었다. 이후로도 두 콘셉트를 번갈아가며 활동하며 인기상에 해당하는 최다 리퀘스트 가수상도 수상했으며, 1983년 연말 NHK에서 주최하는 홍백가합전에 츳바리 콘셉트의 '금구'(禁区)로 처음 출장하였다. 그녀의 초기 발라드 곡들은 싱어송라이터인 키스기 에츠코, 키스기 다카오 남매가 전담한 반면, 츳바리 노선의 곡들은 모두 작사가 우리노 마사오에게 곡을 받아 활동했다.
1984년 1월 1일에 발표한 '키타 윙'(北ウイング)을 시작으로 나카모리 아키나는 서서히 노선에 변화를 주기 시작하였다. 주로 맑은 미성으로만 노래하기보다는 허스키하고 굵은 중저음으로 음색을 내기 시작하며 더불어 노래를 소화하는 감정처리 능력과 가창력도 점차 늘어났다. 이때에 이르러 그녀는 자신 특유의 창법인 ‘아키나 비브라토’를 개발, 곡의 대부분을 중저음으로 부르다 마지막 부분에서 압도적인 롱톤과 고음으로 시원시원한 마무리를 주는 자신만의 노래 스타일을 확실하게 개척하기에 이른다. 이어서 5월에는 데뷔 2주년을 맞아 다섯 번째 정규 음반 "ANNIVERSARY"를 발매하였고, 같은 해 5월에는 싱글곡 '서던 윈드'로 제17회 일본유선대상에서 대상에 해당하는 그랑프리를 최초로 수상하였으며, 7월에 발매한 그녀의 츳바리 노선의 집대성이라 불리는 '십계 (1984)'(十戒 (1984))를 마지막으로 아이돌 노선을 마무리지었다. 이 곡으로 활동 도중, 나카모리는 처음으로 주연을 맡은 영화인 "사랑 여행"(愛・旅立ち)을 아이돌 선배 가수이기도 한 콘도 마사히코와 같이 촬영하고 있었다. 그러나 둘 사이의 열애설이 불거지기 시작했고 이 때 나카모리와 콘도가 동시에 니혼 테레비의 음악방송 프로그램 "더 톱텐"(ザ・トップテン)에 출연하자, 분노한 콘도의 팬들이 무대에 올라오는 나카모리에게 야유를 보내기도 했다. 나카모리 아키나는 그 해 11월에 발표한 유명 싱어송라이터 이노우에 요스이 작사, 작곡의 '장식이 아니야, 눈물은'(飾りじゃないのよ涙は)으로 아이돌 이미지에서 탈피하여 아티스트로서의 전기를 마련하였다. 이 곡의 성공으로 역대 자신의 싱글 중'세컨드 러브'에 이어 가장 많은 63만 장의 판매고를 올렸다.

### 전성기, 그리고 자살미수 사건: 1985년 ~ 1989년

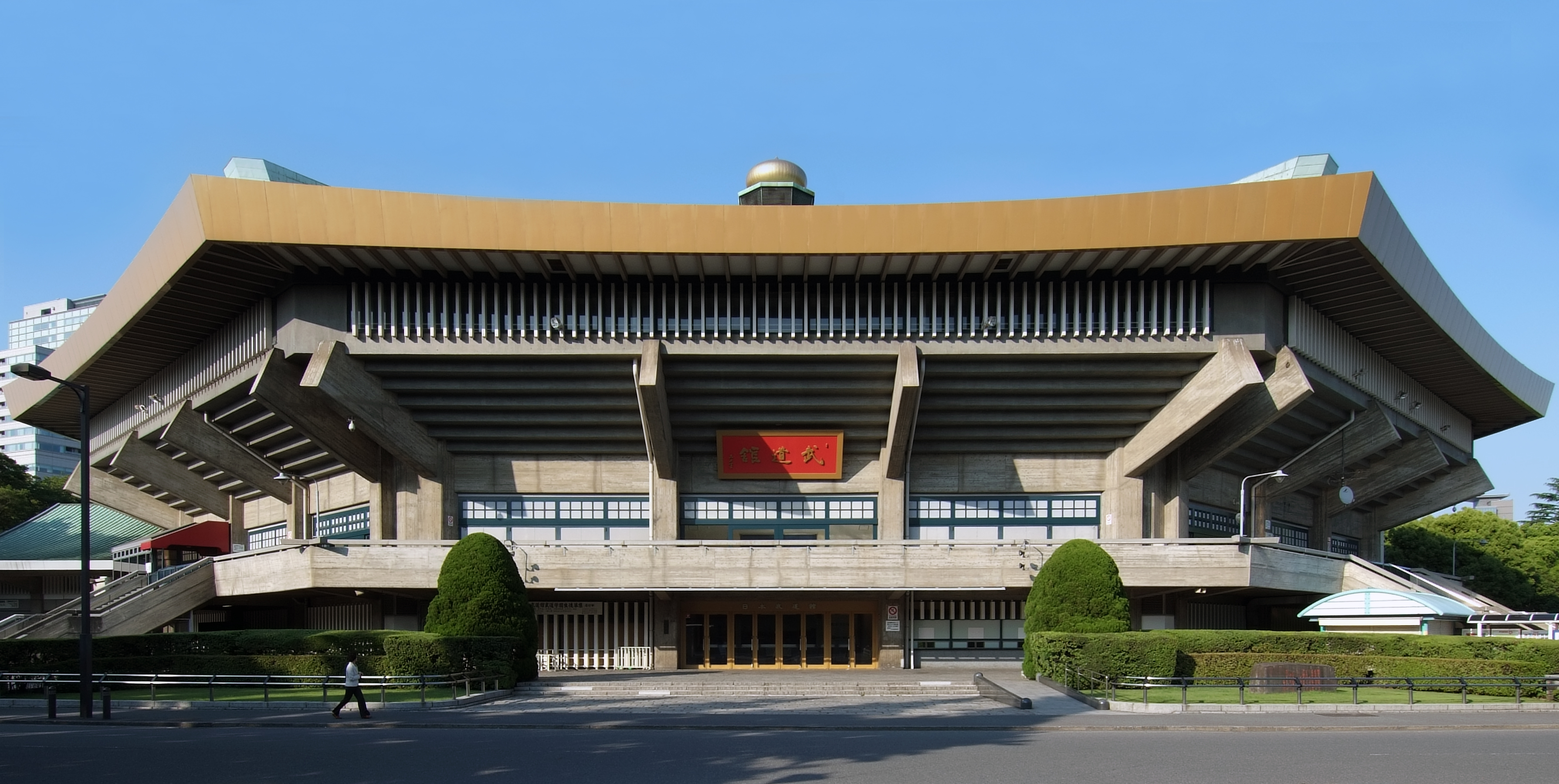
일본무도관. 나카모리 아키나는 이곳에서 개최된 1985년과 1986년 일본 레코드 대상에서 2년 연속 대상을 수상하였다.

1985년 3월, 나카모리 아키나는 자신의 11번째 싱글인'미 아모레'를 발표하였다. 라틴 음악의 삼바 리듬을 가미한 이 곡은 큰 인기를 얻었고 더불어 라이벌로 회자되던 마츠다 세이코는 그 해 결혼을 발표하고 육아에 매진하면서 잠시 인기의 정점에서 내려와 있었다. '미 아모레'는 1985년 오리콘 연간 싱글 차트 2위를 기록하는 등 히트하였고, 이어 그녀는 연말의 제27회 일본 레코드 대상에서 20세의 나이로 대상을 차지하면서 최연소 대상 수상자로 이름을 올렸다. 또한 정규 음반도 연달아 내놓았는데, 4월에는 "BITTER AND SWEET"를 출시했고, 8월에 나온 여덟 번째 음반 "D404ME"로 역시 제27회 일본 레코드 대상 시상식에서 우수앨범상을 수상하였다. 이후로도 'SAND BEIGE -사막으로-', 'SOLITUDE'등 발표하는 싱글마다 계속 오리콘 주간 차트에서 1위를 달성하며 인기를 이어나가던 나카모리는 이듬해인 1986년 2월 3일에 발표한 14번째 싱글 'DESIRE -정열-'로 본인 가요 인생의 최절정기를 맞는다. 스스로 고안한 미국풍으로 어레인지한 기모노를 무대의상으로 입고 봅 가발을 쓰며 이전의 아이돌 가수들이 시도하지 않았던 새로운 패션을 선도하였고 노래만 하는 아이돌을 넘어선 아티스트로서의 새로운 경지를 개척하였다. 이 곡으로 그녀는 같은 해에 다시 한번 일본 레코드 대상에서 영예의 대상과 최고 아티스트상을 수상, 2년 연속 대상을 수상한 최초의 여자 가수가 되었으며, 1987년 3월에는 일본 레코드 협회에서 개최한 제1회 일본 골드 디스크 대상에서 최고상인 ‘Grand Prix Artist of the Year’를 수상하는 등 많은 상을 받았다. 더불어 'DESIRE -정열-'의 B사이드 곡으로 발매된 'LA BOHÈME'역시 여러 음악방송 프로그램에서 선보이는 등 인기를 끌었다. 1986년 8월에 발표한 아홉 번째 정규 음반 "불가사의"는 자신이 직접 프로듀싱을 맡아 음반의 콘셉트와 분위기를 진두 지휘하는 등 아티스트로서의 예술성을 발휘했다.
한편으로, 나카모리 아키나는 이국적인 분위기를 위시한 노래를 자주 부르기 시작하였다. 삼바 리듬의 '미 아모레'를 시작으로 아랍풍 리듬의 'SAND BEIGE -사막으로-', 'AL-MAUJ'등을 발표하였다. 이 중 1987년 2월에 발표한 그녀의 17번째 싱글 'TANGO NOIR'에서는 어릴 때 배운 발레를 십분 활용, 곡을 부르면서 유연한 탱고 동작도 같이 소화하여 그 해 오리콘 연간 차트 2위를 차지하였다. 8월에 발매된 11번째 정규 음반"Cross My Palm"에선 전부 해외 송라이터들에게 곡을 받았으며 모든 곡들을 일본어가 아닌 영어로 불렀다. 이 음반은 미국의 빌보드 주간 차트에도 진출, 90위를 기록하였다.
같은 해 9월 30일, 나카모리 아키나는 '난파선'(難破船)을 발표, 이전까지는 시도한 적이 없는 단조 계열의 슬픈 발라드를 불렀다. 본래 유명한 싱어송라이터 가토 도키코가 이미 1984년에 내놓은 곡이었으나 가토가 나카모리에게 자신의 곡을 커버한 것을 부탁하여 발매한 것이었다. 이 노래 역시 큰 반향을 몰고 왔는데 당시 사귀고 있던 연인인 콘도 마사히코와의 불화설과 콘도와 다른 여성과의 스캔들이 언론을 통해 흘러나올 때였고 나카모리가 이 곡을 부르는 무대 도중에 눈물을 자주 보이는 것이 마치 무언가를 암시하는 듯하는걸로 비추어졌기 때문이다. 이 때부터 나카모리의 음반 판매 실적은 점차 하향곡선을 탔으나 여전히 그녀의 곡들은 오리콘의 각종 차트에서 상위권을 유지하고 있었다. 나카모리는 1987년의 연간 세일즈 차트에서 1위를 차지하였고 1983년, 1985년, 1986년까지 합쳐 총 4번의 연간 세일즈 차트 정상을 차지하였는데 이 기록은 지금도 깨지지 않고 있다.
1988년 3월에는 싱글 후보곡들을 추려 편곡해 수록한 정규 음반 "Stock"을 출시하였고, 5월에는 21번째 싱글 'TATTOO'를 발매하였다. 나카모리는 그 동안 잘 입지 않았던 미니스커트를 입고 무대에 오르는 등 여전히 곡의 기획에도 적극적으로 참여하였고 이 곡으로 그녀는 76만장의 판매고를 올린 '세컨드 러브' 이래 최고의 판매량을 올렸으며 그녀의 싱글 총판매량은 이 때 1000만장을 넘겼다. 그러나 콘도와의 불화설로 이미 심신이 지쳐있던 나카모리 아키나는 엎친 데 덮친 격으로 그녀의 여동생 나카모리 아키호(中森明穗)가 언니와 아무런 말도 없이 연예 잡지와 계약을 맺고 누드 사진첩을 발간했다는 소식에 매우 경악했고 이로 인해 한동안 기자들에게 시달려야 했으며 격한 스트레스로 체중이 크게 떨어졌다. 이 때문에 그녀가 거식증에 걸린 것이 아니냐는 소문도 돌았다. 더불어 가족들 역시 자신에게 의지하여 돈을 마음대로 쓰거나 소속사인 켄온에서 자신 몰래 매달 돈을 타서 썼다고 하는 등 그녀와 아버지, 형제간의 다툼이 일어나기도 했다. 한편 같은 해 8월에는 "Cross My Palm"때와 마찬가지로, 해외 송라이터들을 기용하여 13번째 정규 음반 "Femme Fatale"을 출시하였다.
1989년 2월, 콘도 마사히코가 뉴욕의 한 호텔에서 동료 가수 마츠다 세이코와 밀회를 한 것이 파파라치에게 발각되었다. 다만 이는 미국 진출을 염두에 두고 뉴욕에 체류하던 마츠다와 콘도가 우연히 같은 식당에 앉아 있던 것이 찍혔던 것 뿐, 이후 콘도와는 완전히 돌아서지만 마츠다와는 2020년이 가까워지는 지금에도 사이가 나쁘지 않아 종종 만나게 되면 훈훈한 모습을 보여준다. 그러나 이미 이전부터 나카모리와 콘도의 불화설이 자주 흘러나왔기 때문에 자극적인 보도를 일삼던 일본의 이른바 황색언론은 이 사건을 대서특필하며 점차 대형 스캔들로 번져나갔다. 나카모리는 이런 언론의 스캔들 보도에 대해 큰 신경을 쓰지 않은 채 4월에 23번째 싱글 'LIAR'를 발표하는 등 여러 방송 프로그램에 모습을 자주 보였으나, 오래도록 이어진 가족과의 불화와 콘도와의 갈등 끝에 그 해 7월 11일, 콘도의 집에서 왼쪽 손목의 신경을 칼로 그어 자살을 기도하였다. 하지만 기도 직후 발견한 친구의 발빠른 대처와 신고로 지케이 의대병원으로 후송되어 절단된 혈관과 신경을 봉합하는 수술이 6시간 정도 소요되었다. 이후 몸을 추스르는 것에 전념하며 1년간 활동을 중지했다. 이 기간 동안 14번째 음반 "CRUISE"를 발매했으나, 자살미수 사건의 여파로 이 음반으로 아무런 활동을 하지 않았다. 또한, 콘도 마사히코는 나카모리에게 사과의 의미로 약혼을 제안했고 나카모리는 그 말을 믿고 콘도와 함께 그 해 12월 31일에 약혼 기자회견을 열려 하였으나, 콘도의 소속사 자니즈 사무소의 입장 변화로 기자회견은 자살미수 사건으로 물의를 일으킨 것에 대한 사과 기자회견으로 변질되었다. 이 자리에서 나카모리는 자신이 연예 활동을 지속하면서도 불미스러운 일로 걱정을 끼친 것에 대해 대국민 사과를 하였으나 그녀와 콘도 모두 자살미수 사건에 대한 직접적인 언급은 피했다. 콘도는 나카모리를 응원하며 그녀의 연예계 복귀를 전력을 다해 도울거라고 하였다. 이후 기자들은 콘도에게 다음해인 1990년 쯤에 결혼이나 약혼을 할 것이 사실이냐고 물었으나 콘도는 그런 사실이 없다고 잘라 말하는 등 나카모리와 콘도의 연인관계는 이렇게 파국으로 치닫으며 끝이 났다. 이 기자회견은 테레비 아사히로 중계되고 있었는데, 같은 시간에 NHK에선 제40회 홍백가합전이 방송되고 있었다. 그러나 이 기자회견이 동시에 편성되면서 시청층을 분산시켰고, 이 해의 홍백가합전은 처음으로 30%대로 추락하며 역대 최저의 시청률을 기록하였다.

### 복귀와 재기: 1990년 ~ 1994년
자살미수 사건이 일어나고 1년 뒤인 1990년 7월에, 나카모리 아키나는 자신의 24번째 싱글 'Dear Friend'로 연예계에 복귀하였다. 나카모리는 연말의 기자회견 이후 줄곧 하와이에 머물며 몸을 추스르고 미국에서 녹음 작업을 마친 후, 새 싱글 활동을 위해 귀국했다. 불미스러운 일 이후로 복귀하여서인지 명랑하고 밝은 스타일의 곡으로 복귀하기를 원하였고 오리콘 주간차트에 다시 1위를 하는 등 나카모리의 인기가 아직 식지 않았음을 확인시켜주었다. 이어서 '물에 꽂은 꽃'(水に挿した花)까지 오리콘 주간차트 1위를 하는 등 가수로서의 입지를 성공적으로 회복하였다. 그러나 이것을 마지막으로 그녀는 오리콘 차트 1위를 탈환하지 못하였는데 그녀의 활동 중지 이후 음악계 역시 재편되었고 나카모리와 마츠다의 위명에 가려져있던 신인 아이돌들이 대거 인기를 얻어가고 있었다.
'Dear Friend' 발매 직전, 나카모리는 10년 가까이 소속되어 있는 켄온과의 재계약을 포기하고 이듬해인 1991년에 새로 개인사무소인 Collection(콜렉션)을 세웠다. 그러나, 곧 소속사의 임원들과의 트러블 때문에 다시 나오고 1992년 자신의 개인 소속사인 Continue(컨티뉴)를 다시 세웠다.
또한 워너 파이오니어와도 음악 제작과 콘셉트상 자주 충돌이 있어오던 끝에, 나카모리는 '후타리시즈카 -「천하전설살인사건」으로부터'(二人静 -「天河伝説殺人事件」より)를 마지막으로 워너 파이오니어에서 독립하여 MCA와 새로 계약을 체결하였다. 이 과정에서 레이블 이적료인 3억 5000만엔의 분배를 두고 나카모리와 소속사 Continue간의 법정 공방이 이어졌고 분개한 나카모리는 다시 소속사를 NAPC로 이적하였다. 이러한 소속사, 레이블과의 갈등으로 1992년 여름에 낼 예정이던 새 싱글과 앨범은 결국 해를 넘겨 새 소속사와 레이블에서 제대로 자리를 잡은 후에야 발매할 수 있었다.
1993년, 나카모리 아키나는 새 레이블 사무소로 MCA레코드와 계약을 맺고 5월에 양A사이드 싱글인 'Everlasting Love·NOT CRAZY TO ME'를 발매하였고, 9월에는 4년 2개월만에 15번째 정규 음반 "UNBALANCE+BALANCE"를 내놓았다. 하지만 같은 해 8월, 나카모리가 대마초를 소지하고 있다는 제보가 나돌아 경찰이 그녀의 자택을 수색하기도 했으나 증거가 없어서 무혐의로 일단락되었다. 이듬해인 1994년 3월에도 다시 양A사이드 싱글인 '짝사랑·애무'를 출시하였고, 역시 같은 달에 처음으로 커버 음반인 "가희"(歌姬)를 발표하였다. 주로 1960년대와 1970년대를 풍미한 여성 가수들의 곡들을 자신의 색깔로 리메이크하였는데, 당시 메이저 가수로서는 선배 가수들의 곡을 커버한 일이 별로 없었지만 대중과 음악평론가들의 긍정적 평가를 이끌어냈다. 이 음반은 2000년대 초반 일본 가수들의 리메이크 열풍이 불기 10여년 전에 발표한 작품으로서 평론가들은 이 작품을 일러 ‘일본 리메이크 앨범의 파이오니어(선구자)’로 칭했다. 이후 "가희"는 시리즈화되어 총 3개의 음반이 제작되었다. 또한 1994년 9월에는 지인이 폭로집을 출간하여 논란이 일자, 나카모리는 법적 조치까지 취하여 소송까지 진행하는 등 다사다난한 일이 연이어 일어났다.
이러한 소속사와의 알력으로 음반과 싱글 제작에 차질이 빚어질 사이, 나카모리는 처음으로 텔레비전 미니시리즈에도 진출, 야스다 나루미와 함께 후지 테레비의 월요드라마 "솔직한 그대로"(素顔のままで)의 주연을 맡았고 평균 시청률 26.4%, 최종회에서는 31.9%의 시청률을 기록하여 드라마에까지 성공적으로 진출하였다. 이후 1994년 후지 테레비 드라마 "후루하타 닌자부로"시즌 1 첫회에 범인으로 특별출연하였다.

### 중견 가수로서의 발돋움: 1995년 ~ 2002년
1995년, 16번째 정규 음반 "la alteración"을 발매하였는데 "불가사의" 이후 자신이 프로듀싱을 직접 맡았던 것과는 달리, 이번에는 제작과 곡 후반 작업까지 대부분 그녀의 손을 거치지 않은 작품이었다. 이어서 그녀는 베스트 음반인 "true album akina 95 best"를 출시, 여태까지 나온 싱글곡들을 각각의 테마에 맞게 추려서 새로 편곡한 버전을 부르기도 했다. 그러나 '태초에, 여자는 태양이었다' 싱글 발매 직전, 어머니인 나카모리 치에코가 같은 해에 58세를 일기로 세상을 떠난 후 금전 문제로 다시 아버지와 언니, 오빠들과 다툼이 벌어졌고 결국 어머니의 장례식을 끝으로 모든 가족과 절연을 선언하는 등 험악한 관계로 치달았다.
이전부터 디너쇼를 열어보고 싶다고 의사를 밝힌 적이 있던 나카모리 아키나는 이듬해인 1996년, 처음으로 디너쇼 투어를 개최했고 이후로도 활동을 중단할 때까지 연말마다 주요 도시를 돌며 디너쇼 투어를 진행하였다. 1997년 3월에는 17번째 정규 음반 "SHAKER"를 출시하였고 또한 5월에는 1988년 이후 9년 만에 전국 콘서트 투어 Feliciad를 개최했다. 이후로도 1998년에는 니혼 테레비 드라마 "차가운 달"(冷たい月) 에 주연으로 출연하여 또다른 주연인 나가사쿠 히로미와 함께 극을 이끌었고 드라마의 주제가인 '귀성 ~Never Forget~'을 싱글로 출시하는 등 가수와 배우의 병행활동을 이어나갔다. 1999년에는 니혼 테레비의 미니시리즈 "보더 범죄수사 심리파일"에 출연, 역시 드라마의 주제곡인 '오필리아'를 싱글로 발매했다. 그러나 드라마 촬영 도중, 나카모리가 흉부에 타박상을 입고, 늑연골이 골절되었으며 인플루엔자까지 앓게 되는 등 악재가 겹치자 결국 드라마는 당초 10부작에서 한 회가 줄어든 9회로 막을 내려야 했다. 12월에는 18번째 정규 음반 "will"을 내놓았다. 1998년 나카모리는 MCA 빅터에서 가우스 엔터테인먼트로 레코드 레이블을 옮겼으나, 1999년 5월 나카모리의 생일을 맞아 준비중이었던 콘서트 투어가 나카모리의 개인적인 사정때문에 일방적으로 취소되어 환불 사태와 임금 체불 사태까지 겹치면서 레이블인 가우스와의 갈등이 시작되었다. 이어 가우스 엔터테인먼트의 사장은 “아키나는 업계에 있으면 안 되는 아티스트다”라며 강도높은 비난을 가했다. 이러한 레이블 사무소와의 불화로 인해 "will"을 발매한 직후, 나카모리는 가우스에서 해고되어 나오게 된다.
2000년에 이르러 나카모리 아키나는 음악 프로덕션 회사인 라쿠코보(楽工房)와 계약을 체결하고 새로운 개인 소속사인 FAITH와 새 공식 팬클럽인 FAITHWAY 또한 창단하였다. 지난해에 일어난 레이블과의 갈등으로 아직 레이블에 소속되어 음반이나 싱글을 출시하지 못했지만, 나카모리는 곡이나 콘서트에서도 팬들에게 가장 좋은 것을 전달하고 싶은 마음이 앞장서지만 그러기 위해서는 스태프들과 다양한 고민을 하면서 만들어가는 과정이 중요하다고 말했다. 이 기간에 그녀는 전국 콘서트 투어 나카모리 아키나 2000 ~21세기로의 여행~(中森明菜 2000 〜21世紀への旅立ち〜)를 개최하여 음악 활동을 계속 이어나갔다. 2001년에는 새 레코드 레이블로 Music@Nifty 안의 인디 레이블인 @ease와 계약을 체결, 40번째 싱글인 'It's brand new day'를 디지털 다운로드로 배포하였다.
2002년에는 데뷔 20주년을 맞이해 음악 프로덕션 라쿠코보와의 계약을 파기하고 매니지먼트 업무를 모두 소속사인 FAITH에 이관했다. 이어서 레코드 레이블을 @ease에서 다시 유니버설 뮤직 재팬으로 옮기고 41번째 싱글인 'The Heat ~musica fiesta~'와 20번째 정규 음반 "Resonancia"를 발매했는데, 이때 새 레이블 사무소인 유니버설 뮤직은 이번 음반에서의 그녀의 콘셉트를 “일본의 제니퍼 로페즈”라고 소개하였다. 또한 이 싱글과 음반의 제작에는 대한민국의 가수이자 룰라의 멤버인 이상민이 대표로 있던 상마인드 엔터테인먼트도 참가하여, 나카모리는 싱글을 서울에 위치한 상마인드 뮤직 스튜디오에서 녹음과 편곡 작업을 거쳤으며 랩 피쳐링은 상마인드 소속의 그룹 엑스라지가 담당하였다.
이어서 가희 시리즈의 두 번째 음반인 "-ZEROalbum- 가희2"를 발표하였는데, 이 앨범에는 라이벌로 불리던 마츠다 세이코의 '유리빛의 지구'(瑠璃色の地球)나 동경하던 야마구치 모모에의 '코스모스'(秋桜)등이 수록되어 화제가 되었다. 이 음반은 히트하여 7년만에 오리콘 주간 앨범 차트 톱10에 오르기도 했다. 또한 1988년 이후 14년 만에 제53회 NHK 홍백가합전에 다시 나가기도 했다. 이 날 방송에서는 1984년에 발표한 본인의 10번째 싱글곡으로 자신의 곡을 새로 셀프커버한 '장식이 아니야, 눈물은'을 불렀다.

### 공연 활동 매진: 2003년 ~ 2009년
2000년대에 들어서 나카모리 아키나는 음반 활동보다는 주로 라이브 콘서트 투어에 매진하며 연예 활동을 지속해나갔다. 2003년, 나카모리는 21번째 정규 음반 "I hope so"를 발매하였고 12월에는 남성 가수들의 곡을 커버한 "가희3 ~종막"을 출시하여 "가희" 시리즈의 끝을 고했다. 또한 이 음반으로 "가희" 시리즈 판매량은 100만장을 돌파했으며, 그녀의 전체 음반 총판매량이 1500만장을 넘기기도 했다. 2004년, 나카모리는 레이블인 유니버설 뮤직 재팬 산하에 사설 레코드 레이블인 가희 레코즈(歌姫レコーズ)를 설립, 이후부터 그녀의 싱글과 음반은 모두 가희 레코즈의 명의로 출시되었다. 나카모리는 사설 레이블을 만든 이유로 “팬들과 가장 가깝게 접할 수 있는 곳으로 내가 느끼거나 생각한 것을 정보 또는 작품으로서 팬들에게 곧장 알릴 수 있는 플랫폼이 필요했다”라고 밝혔다. 한편 그녀는 대한민국에서 방영된 드라마 "올인"의 주제가 '처음 그 날처럼'을 커버한 싱글 '붉은 꽃'(赤い花)을 발매하였다. 그러나 곡만 수입한 것일 뿐 멜로디의 분위기와 가사는 원곡과는 달랐으나 이후 "올인"이 NHK BS2 위성 채널에서 수입되어 방영되자 원곡에 가까운 가사를 덧붙여 '처음 만난 그 날처럼'(初めて出逢った日のように)으로 새로 발매하였고 주제가로서 오프닝과 엔딩을 장식하였다. 이 곡들로 나카모리는 다시 한 번 주목을 받았는데 일본의 중량감 있는 메이저 가수가 자국 드라마가 아닌 해외 드라마의 주제가를 부르는 일은 흔치 않았기 때문이다.
2005년, 나카모리 아키나는 450석 규모의 클럽에서 "가희" 시리즈에 수록된 곡들 중심으로 구성된 어쿠스틱 라이브 콘서트를 개최하였다. 2006년에는 데뷔 25주년을 맞이해, 7년 만에 니혼 테레비의 수요드라마 "프리마담"(プリマダム)에 출연했다. 나카모리 자신이 어릴 때 배웠던 발레를 주제로 한 이 드라마에서 그녀는 한때 세계를 평정했던 프리마돈나이자 발레 재단 이사장 역을 맡아 호연을 펼쳤으며 엔딩곡인 '꽃이여, 춤춰라'(花よ踊れ)를 부르기도 했다. 또한 같은 해에는 대형 파칭코 메이커인 다이이치상회(大一商会)에서 그녀를 모티브로 한 파칭코 기계 'CR 나카모리 아키나 가희전설'(CR中森明菜・歌姫伝説)을 판매하기 시작하였다. 2007년에는 이전의 엔카곡들을 자신만의 스타일로 커버한 "염화 -Enka-"(艶華 -Enka-) 앨범을 발매하는 등 계속 음악 활동을 이어나가 19년만에 일본 레코드 대상 시상식에서 기획상을 수상하였고 이듬해 3월 개최된 일본 골드 디스크 대상에서는 더 베스트 엔카 아티스트 상도 수상하였다.
2009년에는 커버 음반인 "무드가요 ~ 가희쇼와명곡집", "포크송2 ~ 가희애상가"를 각각 6월과 7월에 발매하였고, 8월에는 23번째 정규 음반인 "DIVA"를 출시했다.

### 무기한 활동정지 기간: 2010년 ~ 2013년
그러나 2000년대 중반을 기점으로 40대를 맞은 나카모리 아키나는 건강상태가 점차 나빠져 갔다. 자신의 생일이기도 한 2010년 7월 13일, 나카모리는 48번째 싱글 'Crazy Love'를 디지털 다운로드로 배포하기도 했다. 같은 날 자신을 주제로 한 두 번째 파칭코 게임인 "CR 나카모리 아키나 가희전설 ~ 사랑도 두 번째라면~"(CR中森明菜・歌姫伝説〜恋も二度目なら〜) 홍보행사에 나타난 그녀는 눈에 띄게 수척해진 얼굴과 몸으로 여러 기자들로부터 건강에 문제가 생긴게 아니냐는 질문을 받았으나 본인은 괜찮다며 말을 듣지 않았다. 결국 3개월 뒤인 2010년 10월 28일, 나카모리 아키나의 소속사와 레코드 레이블은 그녀가 과로, 피로 누적으로 인한 면역력 저하로 나카모리의 연예계 활동 무기한 활동정지를 발표하였고 그녀의 연말 디너쇼와 2011년에 예정되어 있던 라이브 공연 또한 취소되었다. 소속사의 공식 발표에서는 나카모리의 정확한 병명을 알려주지 않았으나, 일각에서는 그녀가 대상포진을 앓아 활동을 중단했다고 보도했다.
이후 자택에서 칩거 생활을 계속하며 몸을 추스리는 데 전력하는 중이다. 그러던 중 다시 한 번 가정적인 불행을 겪었다. 여동생인 나카모리 아키호가 교통사고를 크게 당하여 장애를 입었고 그녀의 조카는 백혈병 투병 중에 세상을 떠난 것이다. 칩거 두 달 뒤인 2010년 12월, 후지 테레비에서 "밤의 히트 스튜디오" 출연 당시 영상분을 모은 "나카모리 아키나 IN 밤의 히트 스튜디오"(中森明菜 IN 夜のヒットスタジオ)를 출시했고 꼭 1년 후인 2011년 12월, 도쿄방송에서 나카모리의 데뷔 30주년을 앞두고 그녀가 "더 베스트텐" 출연 당시의 영상들을 추려서 DVD 세트 "더 베스트텐 나카모리 아키나 프리미엄BOX"를 다음해인 2012년 3월 28일에 발매할 것이라 발표하였다. 나카모리는 이에 칩거 후 처음으로 자필 편지를 통해 고마움을 표했다. 무기한 활동중단을 발표하며 무대에서 모습을 감춘 지 3년 만인 2013년 11월 7일, "여성 세븐"이라는 잡지에서 나카모리 아키나가 그녀의 매니저 소유의 아파트에서 지내고 있고 근력 운동을 하며 복귀에 착실히 준비 중이라 하였다.

### 두 번째 복귀와 최근: 2014년 ~ 현재
2014년 6월에는 자신이 소속되었던 워너 뮤직 재팬과 현 레이블인 유니버설 뮤직 재팬이 합작, 데뷔부터 2010년까지 자신이 부른 곡들을 추린 베스트 음반 "올타임 베스트 -오리지널-"과 "가희" 시리즈의 베스트 음반을 발매하며, 또한 컨디션에 따라 4년만에 신곡을 녹음해 수록할 것이라 발표하였다. 2014년 7월 10일, 'Crazy Love' 출시 이후 3년 9개월만에 신곡 'SWEET RAIN'을 녹음, 발매하는 것을 확정하였고, 오쿠무라 치요의 '사랑의 노예'(恋の奴隷), 히요시 미미의 '남자와 여자의 이야기'(男と女のお話)와 더불어 먼저 7월 16일에 디지털 다운로드로 발매할 것이라 발표했다. 또한 8월 6일에 발매하는 "올타임 베스트 -오리지널-"에 신곡을 수록하고, 나카모리의 컨디션과 상황에 따라 싱글로도 재출시할 뜻이 있음을 시사하였다. 그러나 신곡을 발매하는 것과 달리, 나카모리는 아직 공식 석상에서 모습을 드러내어 정식으로 복귀를 선언하지 않았다. 관계자의 말에 따르면 아직 나카모리의 몸 상태가 완전히 회복하지 않았고 또한 예정에 잡혀 있던 디너쇼 공연이나 콘서트 투어 등도 2010년 활동정지를 하면서 모두 일방적으로 취소해버렸기 때문에 또다시 주최자나 관계자에게 폐를 끼치고 싶지 않아서라고 전했다.
한편, 신곡 'SWEET RAIN'이 수록된 "올타임 베스트 -오리지널-"은 출시일인 2014년 8월 6일, 오리콘 데일리 앨범 차트 2위, "올타임 베스트 -가희 (커버)-"는 같은 차트에서 6위를 기록하였고 8월 18일자 주간 앨범 차트에서도 각각 3위, 7위를 차지하여 1991년 이후 23년만에 오리콘 주간 차트 톱3안에 들게 되었으며 그 다음주인 8월 25차 차트에서도 두 앨범 각각 3위, 10위를 기록하였다. 9월 기준으로, 두 음반과 DVD까지 딸린 초회한정판의 누적 판매집계량은 모두 25만 장을 돌파하였다. 이러한 히트에 유니버설 뮤직 재팬은 토크 & 필름 콘서트 이벤트를 개최했다. 본래 스페셜 게스트로 나카모리 아키나가 4년 만에 직접 팬들 앞에 모습을 드러내어 노래를 선보일 수 있도록 이벤트를 준비하려 했으나, 나카모리가 “이대로는 아직 사람들 앞에 나설 수 없다”라며 컨디션 난조를 호소해 무산되었다.
2014년 12월, 나카모리 아키나는 다음해인 2015년 1월 21일에 싱글을, 1월 28일에 커버 음반을 발매하면서 가요계로 복귀할 것이라고 보도되었다. 싱글의 제목은 'Rojo -Tierra-'로 아프리카풍의 일렉트로닉 댄스곡이며, 커버 음반은 "가희" 시리즈의 최신작인 "가희4　-My Eggs Benedict-"(歌姫4　-My Eggs Benedict-)로 근래에 발매된 곡들까지 나카모리가 리메이크할 계획이다. 관계자의 말에 따르면 나카모리는 상당한 의욕을 갖고 레코딩 작업에 임하고 있으며, 베스트 음반 2장이 모두 음반 차트에서 선전하는 등 복귀 대망론이 높아지자, 나카모리는 그러한 팬들의 마음에 보답하고 싶다며 작업을 서두르고 있다고 밝혔다.
2014년 12월 31일, 제65회 NHK 홍백가합전에 특별 게스트로서 참가하며 대중 앞에서 모습을 감춘지 4년 2개월만에 컴백했다. 그러나 나카모리가 레코딩 일정 차 미국에 체류 중이어서, 홍백가합전이 열리는 NHK 홀에 직접 참가하지 않고 미국 뉴욕의 레코딩 스튜디오에서 신곡인 'Rojo -Tierra-'을 불렀다. 또한 2015년 1월 9일에는 나카모리의 근황과 그녀의 'Rojo -Tierra-'공연 준비 과정 등을 촬영한 "SONGS 스페셜 - 나카모리 아키나 가희 부활"이 방송되었는데 여기에서 나카모리는 사람들에게 긍정적인 에너지를 북돋아주기 위해 신곡을 녹음하기로 결정했다 하며, 연내 발매 목표로 "DIVA" 이후 6년 만에 오리지널 앨범도 제작중이라고 밝혔다. 이어서 2015년 1월 21일, 'Rojo -Tierra-' 싱글 앨범이 초회한정판과 통상판 두 개의 버전으로 나뉘어 출시되었으며 2월 2일자 오리콘 주간 싱글 차트에 8위를 기록하며 오랜만에 싱글 차트 톱10에 안착했다. 이어서 커버 앨범 "가희4 -My Eggs Benedict-"는 2월 9일자 오리콘 주간 앨범 차트 5위에 올랐고 본인의 발매 앨범 중 통산 37번째로 오리콘 차트 TOP10에 진입하는 쾌거를 거두었다. 2015년 3월 1일에 발표된 제29회 일본 골드디스크 대상 시상식에서 7년만에 베스트 엔카/가요쿄쿠 아티스트 상을 수상하였다.
2015년 8월 5일, 레이블인 유니버설 뮤직 재팬은 나카모리 아키나가 9월 30일에 50번째 싱글 'unfixable'을 출시한다고 발표하였다. 이번 싱글은 미디엄 템포의 발라드 곡조와 영어 가사로 어우러진 'unfixable'과 일본어 가사로 된 발라드곡 '우게츠'(雨月)로 되어 있으며, 활동정지 기간 동안의 나카모리의 심정을 가사로 풀어낸 곡이라고 설명했다.
2017년에는 앨범 明菜과 새로운 커버 앨범 Cage를 발매하였다. 明菜는 오리콘 앨범 차트 9위에 오르며 1만장 이상이 판매되었다. 커버 앨범 Cage의 경우, 80년대의 디스코, 유로비트 등 서양 댄스 히트곡들을 커버하였다.

## 예술가적 기교

### 가창력
나카모리 아키나는 자신의 음악에 대해 주로 베이스와 베이스 드럼 같은 중저음으로 효과를 낸다고 말했다. 이는 자신의 가창력에도 영향을 끼쳤는데 데뷔 초의 맑은 미성으로 노래를 불렀던 나카모리 아키나는 점차 아이돌 특유의 맑고 순수한 창법에서 벗어나 독자적인 가창력을 연마하였다. 전성기인 1980년대 중후반에는 중저음의 음색이 자리를 잡았고 노래 초입부에는 낮은 음색으로 시작하다가 엔딩에서는 자신 특유의 창법인 “아키나 비브라토”로 롱톤의 압도적인 고음을 파워풀하게 처리하였다. 그러나 차분하게 읊조리는 듯한 발라드 계열의 노래도 자주 앨범에서 선보였고 이처럼 상반된 분위기의 노래를 모두 자유자재로 소화하며 많은 인기를 누렸다.
음악 라이터인 마카이노 모토히로는 나카모리 아키나의 최대 특징은 바로 “노선”을 정하지 않았다는 것으로서 가창력의 역량보다는 풍부한 감정표현으로 성량을 기어 체인지와 같이 바꾸어 특유의 비브라토 창법을 확립하였다고 지적하였다. 그러나 "CD저널"은 그녀가 당시 수많은 아이돌 가수 중에서도 최고의 가창력과 평가를 받았다고 호평했다. 또한 1989년 자살미수 사건 이후 복귀하고 선보인 음반 "UNBALANCE+BALANCE"에서는 그녀가 역시 노래를 잘 부르는 사람이었다는 것을 다시 인식시켜줬다고 평했다. 같은 잡지의 평론가 고토 유키히로 역시 서양 음악적인 요소 속에서 일본어 가사를 이렇게 다양하면서도 아름답게 울리게 하는 가수는 아키나가 마지막이라 하며 긍정적인 평가를 내렸다. 음악평론가 노지 유코는 음악 잡지 "WHAT'S IN?"에서 그녀의 커버 음반 "가희"를 두고 디바로서의 활력이 온몸에 넘치는 것 같다고 지적, 기량 이전에 재능이 넘치는 가수로 평하였다. 음악 잡지 "뮤직 매거진"의 칼럼니스트 호보 다이자부로는 그녀를 두고 영혼의 심연에서 굉장한 흡입력으로 듣는 사람을 끌어당기게 한다고 말했다. 또한 이마모토 도요시는 나카모리를 일러 희대의 보컬리스트로, 대중들이 알고 있는 그 흔한 사실을 음반에서는 기대 이상으로 끌어올리는 능력을 갖추었다고 비평하였다. MusicVoice의 헤이키치 켄지(平吉賢治)는 나카모리가 ‘노래의 구성력’이 있어 마음을 울리는 설득력으로 음악을 듣는 사람들에게 더 깊은 감정을 호소력있게 전달하고, 곡의 절정에는 ‘감정표현과 완급조절의 배분’이 명확하여 적절한 부분과 타이밍에 청중을 꼼짝 못하게 매료시킨다고 호평하였다.

### 기획력

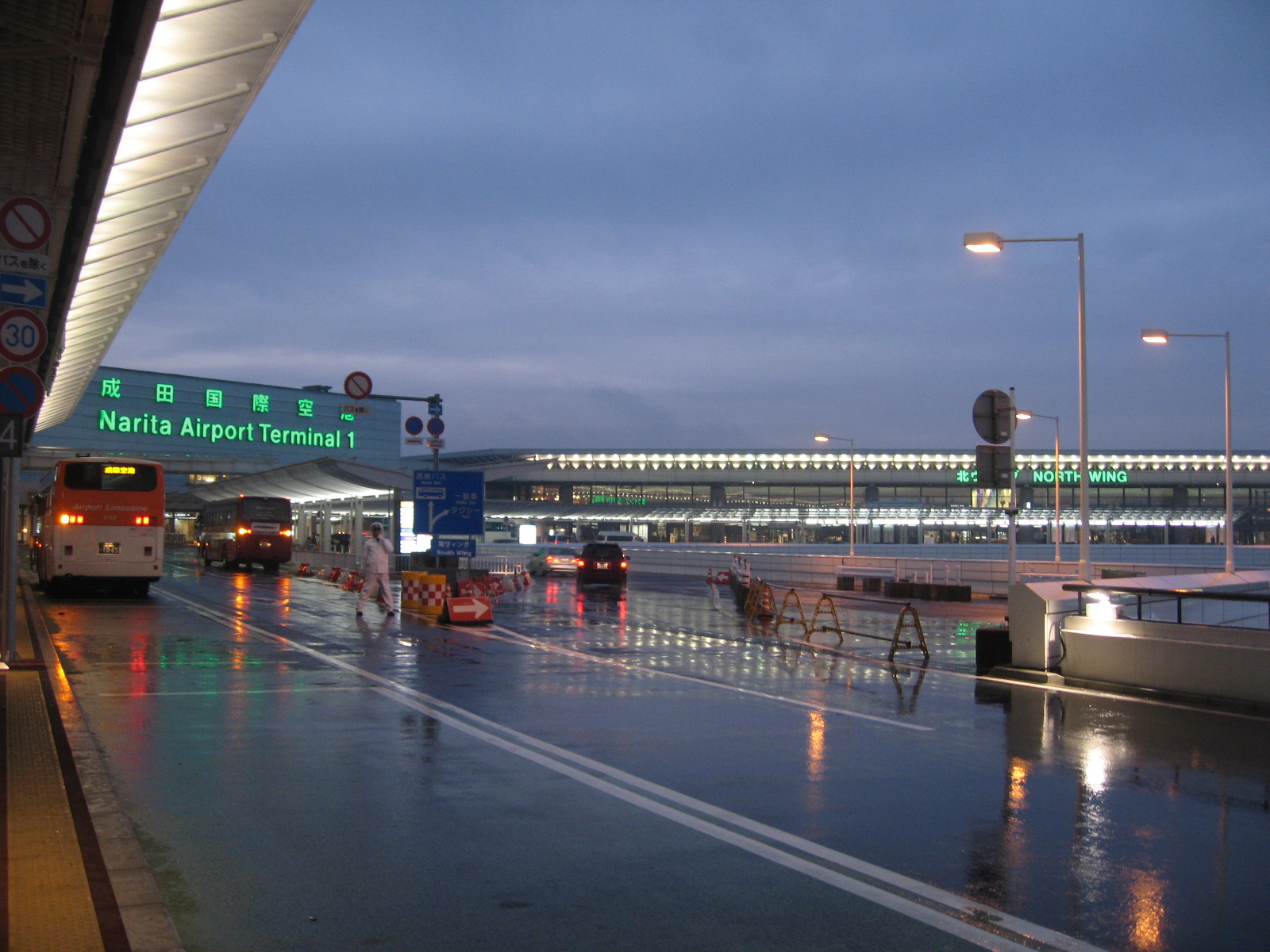
나리타 국제공항의 제1터미널. 나카모리 아키나의 일곱 번째 싱글인 '기타 윙'의 배경이기도 하다.

나카모리 아키나는 데뷔 초부터 자신의 싱글과 음반의 기획에 적극적으로 참여하였고 자신의 의견 역시 스태프들에게 과감히 개진했다. 나카모리와 여러번 같이 작업한 프로듀서 시지마 유조는 데뷔 전부터 11개의 레이블과 연예 기획사로부터 스카우트 제의를 받았던 그녀였기 때문에 자존심이 강했고 그러한 자신의 의견을 분명하게 피력, 매니저 역시도 그녀가 원하는대로 여러번 교체되었다고 술회했다. 두 번째 싱글 '소녀A' 발매 전에는 작사가인 우리노 마사오에게 가사가 마음에 들지 않는다고 말하며 이 곡을 받고 레코딩 작업을 강력히 거부하였으나 스태프들의 설득으로 마음을 돌려 녹음을 진행했다. 자신의 일곱 번째 싱글을 제작할 때엔 곡 제목에 지명을 넣자고 주장하였는데 이것이 관철되어 나리타 국제공항의 제1터미널의 별칭을 딴 기타 윙으로 결정되었다. 재킷 사진의 촬영 과정에도 관여하여 촬영 스태프들에게 남성의 관점에서 찍는 것이 아닌, 여성에게 어필할 수 있는 분위기로 연출해 줄 것을 주문하였다. 특히 14번째 싱글인 'DESIRE -정열-'로 활동할 때에는 기모노를 서양식으로 어레인지한 무대 의상을 직접 만들어 선보였고 봅 가발까지 착용하여 비평가들로부터 참신하고 기발한 아이디어라는 호평을 받았다. 이후로도 이국적인 싱글곡들의 콘셉트에 맞게 자신이 직접 스태프들과 회의를 하여 의상과 안무, 그리고 자신이 무대에 오를 때의 메이크업 등도 일일이 체크하였다. 18번째 싱글인 'BLONDE'로 활동할 때에는 에르메스 스카프의 디자인을 바탕으로 스스로 무대 의상과 신발을 지어 그 옷을 입고 곡을 소화하기도 했다. 나카모리와 여러 차례 작업을 같이 했으며 당시 싱글의 디렉팅 작업도 도맡았던 음악감독 후지무라 카즈미는 자신이 상상했던 이미지와 노래를 포함한 표현을 뛰어넘었다고 평하며 그 당시의 레이디 가가와 같은 존재였다고 술회하였다.
나카모리 아키나는 같은 스타일과 콘셉트의 곡에 안주하기 보다는 계속 새로운 시도를 했다는 점도 평론가들의 호평을 샀다. 자신의 9번째 앨범이자 자신이 직접 프로듀서로도 참여한 "불가사의"는 출시 직후 화제가 되었는데 바로 신비롭고 몽환적인 주제를 강조하기 위해서 믹싱에서 곡의 보컬보다는 멜로디인 MR을 더욱 강조하여 가사를 거의 알아들을 수 없을 정도로 매우 희미하게 들렸다는 점이다. CD 저널은 “처음 들으면 무언가 부족해 보이는 듯한 의문과 불안에 휩싸여 복잡한 기분이 들기 위해 의도한 작품 같다.”라고 하였다. 또한 이러한 파워하우스 창법은 심리묘사에 기울어진 가사에 맞춰 선정적이면서도 주술적이라 코멘트를 했고 가수인 나카모리의 목소리도 악기의 일부로 해석할 수 있다고도 덧붙였다.
나카모리는 첫 정규 음반인 "프롤로그 '서막'"에서부터 애니메이션 음악 작곡을 주로 하던 오노 유지(大野雄二)나 일렉톤 연주자 출신의 츠카야마 에리코(塚山エリコ)에게서도 곡을 받았는데, 이렇듯 데뷔 초부터 작사가, 작곡가의 유무명이나 분야에 상관없이 모두 기용하였다.

### 작사
나카모리 아키나는 1984년 자신의 5번째 정규 음반인 "ANNIVERSARY"의 수록곡 '꿈을 꾸게 해'(夢を見させて)의 가사를 직접 쓴 이후 조금씩 작사에도 손을 대기 시작했다. 싱글로는 1991년 자신의 26번째 싱글이었던 '후타리시즈카 -「천하전설살인사건」으로부터'의 B사이드 곡 '잊어…'(忘れて…)의 작사를 시작으로 1995년 32번째 싱글 'Tokyo Rose'에서도 공동 작사가로 참여, 2002년 자신의 20번째 음반 "Resonancia"의 수록곡 'Deseo'부터는 자신의 본명을 밝히는 대신 Miran:Miran이라는 필명을 쓰기도 했다. 2003년에 4월에 발매한 42번째 싱글 'Days'는 본명 명의로 단독 작사, 싱글의 A사이드 곡으로 수록되었고, 다음달에 출시한 21번째 정규 음반 "I hope so"에서는 'Days'를 포함하여 본명 명의로 작사한 곡 4개가 수록되어 있는 등 작사의 영역 또한 점차 늘려나갔다.

### 영향
나카모리 아키나의 등장은 이후에 데뷔한 일본 아이돌 가수들에게 큰 영향을 미쳤다. 그녀는 데뷔곡인 '슬로우 모션'부터 고이즈미 교코 등 여러 아이돌 동기와는 달리, 밝고 명랑한 캐릭터를 지향하는 대신 새침하고 퉁명스런 캐릭터를 지향하였고, 노래의 곡조 역시 다른 동기들의 곡들과는 다른 색깔을 지녔다. 나카모리는 또한 당시 어른스럽고 원숙한 이미지로 인기를 얻다 결혼과 함께 은퇴한 대형 아이돌 가수 야마구치 모모에의 노선을 그대로 이어받다시피 했다. 이 때문에 데뷔 초에는 “제2의 야마구치 모모에”라고 불리며 자신만의 색깔을 그리 확고히 다지지 않았다. 그러나 나카모리는 야마구치보다 더 과격하고 반항적인 청소년들을 그리는 노래를 부르면서 야마구치와의 차별화를 노렸고, 이후 나카모리 만의 음악적 노선이 정립되면서 야마구치와 비교된다는 의견 역시 잦아들었다. 나카모리는 데뷔하게 된 오디션 프로그램 "스타 탄생!"에서 야마구치의 곡으로 합격을 한 이래, 음악방송 프로그램에서도 여러번 야마구치의 노래를 커버했고 커버 음반에서도 야마구치의 노래인 '코스모스'나 '여행하기 좋은 날'(いい日旅立ち) 등을 수록하였다. 특히 '여행하기 좋은 날'을 리메이크할 때, 야마구치는 “한번쯤, 아키나 씨가 불러주길 바라고 있었으며 그녀의 목소리로 되살아난다니 매우 기쁘다”는 반응을 보였다. 이에 나카모리는 “어릴 때부터 좋아하고 동경하던 모모에 씨의 곡을 부른다니 영광이고, 그런 모모에 씨의 곡을 부른다는 것은 나에게는 매우 큰 도전이다”라고 밝혔다.
나카모리 아키나는 야마구치 모모에와 함께 자신이 가장 많은 영향을 받은 음악가로 도나 서머를 꼽았는데 서머의 노래, 보컬 뿐만이 아니라 인생관 등 여러 면에서 감명을 깊게 받았다고 밝혔다.
1980년대 초반에 역시 일본 여자 아이돌계를 이끌던 라이벌 마츠다 세이코와는 곡조와 캐릭터 면에서 더욱 극명한 차이를 보였는데, 마츠다가 부릿코(ぶりっ子) 콘셉트로 남성팬들을 공략했다면, 나카모리는 그와 대비되는 안티 부릿코(アンチ·ぶりっ子) 이미지를 대표하였다. 이노우에 요스이와 작업한 '장식은 아니야, 눈물은'으로 아이돌 이미지에서 탈피함과 동시에 새로운 경지를 개척하여 후대 아이돌에게 영향을 줬다. 이 이후, 나카모리의 특색 있는 가창력과 노래의 어두운 분위기는 당시 불안과 절망에 빠져있는 젊은이들, 특히 여성들의 공감을 사며 인기를 누렸다. 또한 당시 유행하던 배기 팬츠 등의 의상을 적극적으로 수용하여 자신의 무대에 반영하는 등 패션 리더로서의 면모도 보여주었다. 그러나 나카모리의 행보에도 비판은 따르는데 그녀의 자살미수 사건을 비롯하여 후배 아이돌이었던 오카다 유키코의 투신자살 등 아이돌 음악 산업에서 비롯된 일련의 사건들이 아이돌 세계에 대해 막연한 동경을 품던 10대 청소년들에게 경종을 울렸다고 지적하였다.
이 때 그녀가 확립한 안티부릿코와 불량청소년, 즉 츳바리 이미지는 한동안 쿠도 시즈카, 나카야마 미호 같은 후배 아이돌에게 이어졌으며 그녀의 콘셉트 역시 1990년대와 2000년대 초반 일본 가요계를 제패한 아무로 나미에, 하마사키 아유미 등에게 영향을 끼치며 여성 아이돌 붐의 발판이 되었고, 나카모리의 등장 이후 시노하라 료코, 후쿠다 사키 등의 여러 가수들도 그녀를 동경하여 일본 연예계에 데뷔했다. 특히 나카야마 미호는 데뷔 직후 음악방송 프로그램 "더 톱텐"(ザ・トップテン )에서 목표로 삼은 선배 가수로 나카모리 아키나라고 언급했으며 하마사키 아유미와 AKB48의 멤버 다카하시 미나미도 나카모리를 동경하고 존경한다고 밝혔다. 또한 2015년 6월에 이루어진 위성방송 스카이퍼펙이 조사한 ‘아이돌에 관한 조사 2015’에서 나카모리 아키나가 39.5%를 얻으며 30 ~ 50대가 선정한 ‘좋아하는 아이돌’ 1위를 차지하여 중장년층 사이에서 여전한 인기를 보여주었다.

## 성과
나카모리 아키나는 그녀의 음악 활동에 걸쳐 각종 음악제에서 많은 상을 받았다. 1985년도 제27회 일본 레코드 대상에서 영예의 대상을 받은 이래, 그 이듬해인 1986년에 열린 제28회 시상식에서도 대상을 수상, 일본 레코드 대상 2연패를 이룩했다. 이어서 FNS 가요제에서도 같은 곡들로 1985년과 1986년 두 해에 걸쳐 그랑프리를 수상, 니혼 테레비 음악제 등에서도 대상에 해당하는 그랑프리를 여러번 받았다. 2013년 3월 10일 기준으로, 그녀의 싱글과 음반 총매상수는 2537만장으로 종합 15위, 여성 가수로서는 하마사키 아유미, 아무로 나미에, 마츠다 세이코에 이어 4위를 기록하였다. 나카모리는 데뷔한 해인 1982년부터 1990년까지 9년 연속 싱글 차트 1위를 유지하였고, 정규 음반 역시 1982년에서 1989년까지 8년 연속 음반 차트 1위를 기록하였다. 이로써 그녀는 일본의 여성 가수들 중 가장 오랫동안 오리콘 앨범, 싱글 차트에서 정상에 오른 여성 가수라는 기록을 보유했지만, 2010년 하마사키 아유미가 20년 만에 그 기록을 초월하였다. 그녀의 음반인 "BEST AKINA 메모아"는 5주 연속 1위를 차지하는 기록을 달성했으며, 역대 싱글 중 가장 많이 팔리기도 한 세 번째 싱글인 '세컨드 러브'는 오리콘 주간 싱글 차트에서 6주에 걸쳐 정상을 지키기도 했다. '세컨드 러브'의 다음 싱글인 '1/2의 신화' 역시 오리콘 주간 싱글 차트 6주 연속 1위, 월간 싱글 차트 1위를 차지하여 크게 히트하였다. 또한 오리콘 주간 싱글 차트에서 톱10을 차지한 싱글이 29개, 오리콘 연간 세일즈 톱10을 기록한 싱글이 13개로 솔로 가수로서는 가장 많이 연간 싱글 차트 상위권에 올라와 있었다. 우노 코레마사는 나카모리 아키나는 첫 싱글인 '슬로우 모션'에서 침체했다가, 두 번째 싱글 '소녀A'에서 히트하여 세 번째 싱글인 '세컨드 러브'에서 순식간에 싱글 차트 첫 1위를 달성한 것은 상당히 이례적인 일로 이 곡 이후로 꾸준히 전성기를 다져갔으며 각 싱글곡들의 이미지 변화와 진화의 속도감에 당시 일본 열도도 상당히 놀랐다라고 하였다.
나카모리 아키나는 1983년 지금의 오리콘 연간 랭킹에 해당하는 일본 레코드 세일즈 대상을 수상, 이후로도 1985년에서 1987년에도 3년 연속 레코드 세일즈 대상을 거머쥐어 총 4년에 걸쳐 가장 많은 싱글과 음반 판매 실적을 올린 가수가 되었다. 이 4회의 연간 최다 세일즈 기록은 2014년 기준으로 아직 깨지지 않고 있다.
나카모리는 1982년 9월 16일, 도쿄방송의 음악방송 프로그램 "더 베스트텐"에 '소녀A'로 처음 등장한 이래 자살미수 사건 3주 전인 1989년 6월 22일까지 총 223주간 프로그램에 출연하였고, 그 중 23곡이 베스트10에 진입하였다. 또한 그녀는 69주에 걸쳐 17곡으로 1위를 차지, 프로그램에 등장한 모든 가수를 통틀어 가장 많이, 그리고 가장 오랫동안 1위를 기록한 가수로서 “베스트텐의 여왕”(ベストテンの女王)이라 불리기도 했다.
해외, 특히 홍콩과 대만 등 중화권에서의 나카모리 아키나의 인기는 높았다. 홍콩에서는 1980년대를 전후하여 일본 문화가 전면 개방되었고 당시 일본 음악이 가장 많이 팔렸던 해외 시장이었던 만큼 그녀와 여타 일본 아이돌 가수들의 인기가 높았으며, 장국영, 장학우, 담영린을 비롯한 홍콩의 유명 가수들은 나카모리의 곡을 번안, 음반을 출시하기도 했다. 대만에서는 진루이야요(金瑞瑤), 양린(楊林) 등 당시 많은 젊은 가수들도 그녀의 음악에 영감을 받아 모방하기도 하였다.
대한민국의 경우 당시 일본 문화를 허용하지 않았던 터라 직접적인 영향은 끼친 적이 없었지만, 1980년대 후반 음악계에는 마츠다 세이코와 함께 간접적인 영향을 주게 된다. 음반 제작자들이 나카모리와 마츠다 등을 벤치마킹하여, 대한민국의 주류 가요 시장에 그 이미지를 정착시켰다. 록그룹 백두산의 리더인 유현상은 일본에서 나카모리 아키나가 공연한 라이브 콘서트를 보고 영감을 받아 연예사무소를 설립, 처음으로 양성한 가수가 바로 이지연이었다고 술회하였다. 그러나 대한민국의 가수 민해경은 나카모리의 곡을 표절했다는 의혹을 받고 있는데, 민해경의 곡 '미니스커트'의 전주와 간주는 'BLONDE'의 그것과 매우 흡사하고, 재킷 사진 역시 나카모리가 'BLONDE' 때 입었던 것과 흡사한 의상을 입고 찍기도 했다. 민해경의 '바람이 불어오면'의 간주 역시 '난파선'의 간주와 매우 비슷하여 논란이 일었다. 또한 나카모리 아키나는 일본의 만화 "새콤달콤 오렌지 로드"의 여주인공 아유카와 마도카(鮎川まどか)의 모델이기도 했는데 그중에서도 초창기의 불량청소년 콘셉트의 모습이 모티브가 되는 등 서브컬처계에서도 반향을 일으켰다.

## 음반 목록
| 정규 음반 | 싱글 | 싱글 |
| --- | --- | --- |
| - "프롤로그 '서막'"(プロローグ〈序幕〉, 1982년) - "배리에이션 '변주곡'"(バリエーション〈変奏曲〉, 1982년) - "판타지 '환상곡'"(ファンタジー〈幻想曲〉, 1983년) - "NEW AKINA 에트랑제"(NEW AKINA エトランゼ, 1983년) - "ANNIVERSARY"(1984년) - "POSSIBILITY"(1984년) - "BITTER AND SWEET"(1985년) - "D404ME"(1985년) - "불가사의"(不思議, 1986년) - "CRIMSON"(1986년) - "Cross My Palm"(1987년) - "Stock"(1988년) - "Femme Fatale"(1988년) - "CRUISE"(1989년) - "UNBALANCE+BALANCE"(1993년) - "la alteración"(1995년) - "SHAKER"(1997년) - "SPOON"(1998년) - "will"(1999년) - "Resonancia"(2002년) - "I hope so"(2003년) - "DESTINATION"(2006년) - "DIVA"(2009년) - "FIXER"(2015년) | - '슬로우 모션'(スローモーション, 1982년) - '소녀A'(少女A, 1982년) - '세컨드 러브'(セカンド・ラブ, 1982년) - '1/2의 신화'(1/2の神話, 1983년) - '트와일라이트 -석양 편지-'(トワイライト -夕暮れ便り-, 1983년) - '금구'(禁区, 1983년) - '키타 윙'(北ウイング, 1984년) - '서던 윈드'(サザン・ウインド, 1984년) - '십계 (1984)'(十戒 (1984), 1984년) - '장식이 아니야, 눈물은'(飾りじゃないのよ涙は, 1984년) - '미 아모레'(ミ・アモーレ 〔Meu amor é･･･〕, 1985년) - 'SAND BEIGE -사막으로-'(SAND BEIGE -砂漠へ-, 1985년) - 'SOLITUDE'(1985년) - 'DESIRE -정열-' (DESIRE -情熱-, 1986년) - '집시 퀸'(ジプシー・クイーン, 1986년) - 'Fin'(1986년) - 'TANGO NOIR'(1987년) - 'BLONDE'(1987년) - '난파선'(難破船, 1987년) - 'AL-MAUJ (알마우자)'(AL-MAUJ (アルマージ), 1988년) - 'TATTOO'(1988년) - 'I MISSED "THE SHOCK"'(1988년) - 'LIAR'(1989년) - 'Dear Friend'(1990년) - '물에 꽂은 꽃'(水に挿した花, 1990년) - '후타리시즈카 -「천하전설살인사건」으로부터'(二人静 -「天河伝説殺人事件」より, 1991년) | - 'Everlasting Love'・ 'NOT CRAZY TO ME' (1993년) - '짝사랑'(片想い)・'애무'(愛撫, 1994년) - '밤 어딘가에서 ~night shift~'(夜のどこかで 〜night shift〜, 1994년) - '월화'(月華, 1994년) - '태초에, 여자는 태양이었다'(原始、女は太陽だった, 1995년) - 'Tokyo Rose'(1995년) - 'MOONLIGHT SHADOW - 달에 짖어라'(MOONLIGHT SHADOW-月に吠えろ, 1996년) - 'APPETITE'(1997년) - '귀성 ~Never Forget~'(帰省 〜Never Forget〜, 1998년) - '오늘밤, 유성'(今夜、流れ星, 1998년) - '망설임'(とまどい, 1998년) - '오필리아'(オフェリア, 1999년) - 'Trust Me'(1999년) - 'It's brand new day'(2001년) - 'The Heat ~musica fiesta~'(2002년) - 'Days'(2003년) - '붉은 꽃'(赤い花, 2004년) - '처음 만난 그 날처럼'(初めて出逢った日のように, 2004년) - '낙화유수'(落花流水, 2005년) - '꽃이여, 춤춰라'(花よ踊れ, 2006년) - 'DIVA Single Version'(2009년) - 'Crazy Love'(2010년) - 'Rojo -Tierra-'(2015년) - 'unfixable'(2015년) |

## 공연
| 콘서트 투어 | 디너쇼 투어                                                         |
| --- | ------------------------------------------------------------------- |
| - Akina Milkyway '83 봄바람을 느껴(Akina Milkyway '83 春の風を感じて, 1983년) - RAINBOW SHOWER(1983년) - 보고싶은 아키나 만날 수 있을까 아키나 나카모리 아키나 음악감상회 (逢いたい菜 逢えるか菜 中森明菜音楽鑑賞会, 1984년) - BITTER & SWEET(1985년) - LIGHT & SHADE(1986년) - A HUNDRED days(1987년) - Femme Fatale (1988년) - Felicidad(1997년) - SPOON(1998년) - 나카모리 아키나 2000 ~21세기로의 여행~(中森明菜 2000 〜21世紀への旅立ち〜, 2000년) - ALL ABOUT AKINA 20th Anniversary IT'S BRAND NEW DAY(2001년) - MUSICA FIESTA TOUR 2002(2002년) - AKINA NAKAMORI LIVE TOUR 2003 - I hope so -(2003년) - AKINA NAKAMORI A-1 tour 2004(2004년) - AKINA NAKAMORI LIVE TOUR 2006 〜The Last destination〜(2006년) | 1996년 5월 초연. 같은 해 12월 개최이후 2009년까지 매년 연말에 개최. |

## 출연

### NHK홍백가합전
- 1983년 - '금구'
- 1984년 - '십계 (1984)'
- 1985년 - '미 아모레'
- 1986년 - 'DESIRE -정열-'
- 1987년 - '난파선'
- 1988년 - 'I MISSED "THE SHOCK"'
- 2002년 - '장식이 아니야, 눈물은'
- 2014년 - 'Rojo -Tierra-'(특별 게스트로서 참가)

### 텔레비전 드라마
미니시리즈
- "솔직한 그대로"(素顔のままで, 1992년 4월 13일 - 6월 29일, 후지 테레비) - 츠키시마 칸나 역
- "차가운 달"(冷たい月, 1998년 1월 12일 - 3월 16일, 니혼 테레비) - 시나 키요카 역
- "보더 범죄 심리수사 파일"(ボーダー 犯罪心理捜査ファイル, 1999년 1월 11일 - 3월 8일, 니혼 테레비) - 스기시마 키리에 역
- "프리마담"(プリマダム, 2006년 4월 12일 - 6월 21일, 니혼 테레비) - 쿠라하시 난코 역

특집극, 단막극
- "달려라 청춘 42.195 km 눈물과 땀의 마라톤 사나이"(走れ青春42.195km 涙と汗のマラソン野郎, 1984년 4월 11일, 테레비 도쿄)
- "트라이앵글 블루 스페셜 II"(トライアングルブルースペシャルII, 1987년 1월 2일, 테레비 아사히) - 아키나 역
- "베스트 프렌드, 「인간교차점」보다"(ベスト・フレンド 「人間交差点」より, 1987년 4월 15일, 도쿄방송) - 카지마 아야 역
- "나카모리 아키나의 스파게티 사랑이야기"(中森明菜のスパゲティー恋物語, 1988년 4월 14일, 후지 테레비) - 노무라 아유미 역
- "계절에 안맞는 바닷가 이야기 모래사장의 DESTINY"(季節はずれの海岸物語 砂浜のDESTINY, 1989년 1월 3일, 후지 테레비) - 아키나 역
- "남자 삼매경 여자 삼매경"(男三昧女三昧, 1989년 3월 8일, 니혼 테레비) - 쇼핑객 역
- "기묘한 이야기 겨울 특별편·안녕 6학년 2반"(世にも奇妙な物語 冬の特別編・さよなら6年2組, 1991년 1월 3일, 후지 테레비) - 구보타 레이코 역
- "나카모리 아키나 멜로 드라마"(中森明菜・メロドラマ, 1991년 3월 28일, 후지 테레비) - 마지마 메구미 역
- "악녀 A·B"(悪女A・B, 1991년 8월 30일, 후지 테레비) - 마미야 카스미, 구니모토 신코 역
- "10년째의 크리스마스 이브 사랑한다면 나부터!"(10年目のクリスマス・イヴ 愛してると私から！, 1991년 12월 23일, 후지 테레비) - 무기타 미스즈 역
- "악녀 II 센티밀리언 살인사건"(悪女Ⅱ サンテミリオン殺人事件, 1993년 1월 4일, 후지 테레비) - 히다 레이코 역
- "찬스!"(チャンス!, 1993년 3월 30일, 후지 테레비) - 츠키시마 칸나 역 (우정출연)
- "웃기지마!! 5 "- '일반직 OL의 비애'(ざけんなョ!!5「一般職OLの悲哀」, 1993년 10월 22일, 후지 테레비) - 모리오카 카즈코 역
- "눈동자가 별인 여자들"(瞳に星な女たち, 1993년 12월 25일, 니혼 테레비) - 엔도 가오루 역
- "경부보 후루하타 닌자부로"(警部補 古畑任三郎, 후지 테레비) - 고이시카와 치나미 역
  - '사자로부터의 전언'(死者からの伝言, 1994년 4월 13일)
  - '사라진 후루하타 닌자부로'(消えた古畑任三郎, 1996년 4월 9일)
- "사랑이야기 애절한 밤엔 만나고 싶어서…"- '변신소원'(恋物語 せつない夜は逢いたくて…「変身願望」, 1996년 9월 27일, 도쿄방송) - 나카하라 미치코 역
- "7인의 OL 소믈리에"(七人のOLソムリエ, 1998년 9월 25일, 도쿄방송) - 난바라 마이 역

### 영화
- "사랑 여행"(愛・旅立ち, 1985년) - 고이즈미 유키 역
- "달려라 메로스"(走れメロス, 1992년) - 라이사 역 (목소리 출연)

### 라디오
- "첫 번째 이별"(ひとつめのサヨナラ, 1982년 12월 - 1984년 12월, 분카 방송)
- "FIFTY OFF"(1992년 4월 5일 - 1993년 12월 26일, FM 도쿄)

## 저서와 사진집
- (일본어) 中森明菜写真集. 近代映画社，1982년 11월 5일.
- (일본어) BOMB!アイドル・フォトパックシリーズ ひとりじめ 中森明菜. 学習研究社，1982년 12월 9일.
- (일본어) 気になる視線 私をつかまえて. ワニブックス，1982년 12월 15일. ISBN 4-584-20053-X
- (일본어) ポップ・アイドル 8 中森明菜. オリジナルコンフィデンス，1983년 2월 25일. ISBN 4-87131-010-8
- (일본어) 本気だよ 菜の詩・17歳. 小学館，1983년 5월 1일. ISBN 4-09-363121-2
- (일본어) 中森明菜ポスターパッ. 近代映画社，1984년 9월 15일.
- (일본어) 中森明菜写真集 VINGTANS ―20 Years Old―. ケン企画，1985년 12월 24일
- (일본어) 中森明菜写真集 VISUAL BOOK Cross My Palm. ほんの木，1987년 12월 24일. ISBN 4-938568-03-9
- (일본어) CRUISE 中森明菜ファッションブック. ほんの木，1989년 7월 13일. ISBN 4-938568-06-3
- (일본어) MY LIFE 1990 A・K・I・N・A NAKAMORI. ほんの木，1990년 11월 30일. ISBN 4-938568-15-2
- (일본어) 中森明菜 FIFTY OFF ESSAY with PHOTO. エフエム東京，1993년 12월 15일. ISBN 4-924880-21-3

## 참고 문헌
- 나카모리 아키나(中森明菜) (1983년 5월 1일). 《本気だよ 菜の詩・17歳》 (일본어). 小学館. ISBN 4-09-363121-2.
- ポポロ編集部 (1994년 12월 27일). 《中森明菜 心の履歴書 不器用だから、いつもひとりぼっち》 (일본어). 麻布台出版社. ISBN 4-90-067808-2.
- 마키아노 모토히로(馬飼野元宏) (2006년 7월 20일). 《Hotwax presents 歌謡曲 名曲名盤ガイド 1980's》 (일본어). シンコーミュージック・エンタテイメント. ISBN 4-40-175106-X.
- 김성환 (2013년 11월 10일). 《한 권으로 보는 J-POP 연대기 - 한국인이 받아들인 J-Pop, 그 역사 속으로》. 음악세계. ISBN 978-89-6685-121-8.
- JAVE ENTERTAINMENT (1998년 9월 30일). 《일본인기가수컬렉션》. 문지사. ISBN 8978800467.
- Nakano, Yoshiko (2002년 5월 31일). “Who Initiates a Global Flow? Japanese Popular Culture in Asia”. 《Visual Communication》 (영어) 1 (2).
- Lee, Wood Hung (2000). “Japanese Popular Culture Takes on Hong Kong”. 《The Japan Universities Alumni Society in Hong Kong》 (영어) 25.